# Irēna Žauna
Irēna Žauna (* 16. März 1981 in Bauska, Lettische SSR, UdSSR) ist eine ehemalige lettische Hürdenläuferin, die sich auf die 400-Meter-Distanz spezialisiert hat.

## Sportliche Laufbahn
Erste internationale Erfahrungen sammelte Irēna Žauna im Jahr 2000, als sie bei den Olympischen Sommerspielen in Sydney über 400 m Hürden startete und dort mit 57,79 s in der ersten Runde ausschied. Anschließend belegte sie bei den Juniorenweltmeisterschaften in Santiago de Chile in 58,93 s den fünften Platz. Im Jahr darauf gewann sie bei den U23-Europameisterschaften in Amsterdam in 57,03 s die Bronzemedaille hinter der Französin Sylvanie Morandais und Aleksandra Pielużek aus Polen. 2002 belegte sie bei den Militär-Weltmeisterschaften in Tivoli in 55,05 s den fünften Platz im 400-Meter-Lauf und wurde in 59,44 s auch Fünfte über 400 m Hürden. Im Jahr darauf gewann sie bei den U23-Europameisterschaften in Bydgoszcz in 56,47 s die Silbermedaille im Hürdenlauf hinter der Russin Oksana Gulumjan und siegte anschließend in 57,35 s bei den Militärweltspielen in Catania. Im Juli 2004 bestritt sie in Loughborough ihren letzten offiziellen Wettkampf und beendete daraufhin ihre aktive sportliche Karriere im Alter von 23 Jahren.
2000 wurde Žauna lettische Meisterin im 400-Meter-Lauf sowie über 400 m Hürden und 2002 wurde sie Staatsmeisterin im Stabhochsprung.

## Persönliche Bestleistungen
- 400 Meter: 52,29 s, 26. Juli 2002 in Tartu
  - 400 Meter (Halle): 54,73 s, 24. Februar 2001 in Umeå
- 400 m Hürden: 56,10 s, 13. Juni 2004 in Tartu
- Stabhochsprung: 3,50 m, 15. Juni 2002 in Ventspils